# Cerianthula braemi
Cerianthula braemi är en korallart som beskrevs av Oscar Henrik Carlgren 1924. Cerianthula braemi ingår i släktet Cerianthula och familjen Botrucnidiferidae. Inga underarter finns listade i Catalogue of Life.